# Safim
Safim è un settore della Guinea-Bissau facente parte della regione di Biombo.